# Liste der Innenminister Italiens
Als Ministro dell’interno (deutsch „Innenminister“) wird in Italien der Leiter des Innenministeriums (Ministero dell’interno) bezeichnet.
Dies ist eine Liste der Innenminister Italiens seit 1861.

## Königreich Italien (1861–1946)
| Minister                   | Amtsbeginn     | Amtsende       |
| -------------------------- | -------------- | -------------- |
| Marco Minghetti            | 17. März 1861  | 1. Sep. 1861   |
| Bettino Ricasoli           | 1. Sep. 1861   | 3. März 1862   |
| Urbano Rattazzi            | 3. März 1862   | 8. Dez. 1862   |
| Ubaldino Peruzzi           | 8. Dez. 1862   | 27. Sep. 1864  |
| Giovanni Lanza             | 27. Sep. 1864  | 1. Sep. 1865   |
| Giuseppe Natoli            | 1. Sep. 1865   | 4. Dez. 1865   |
| Desiderio Chiaves          | 15. Dez. 1865  | 20. Juni 1866  |
| Bettino Ricasoli           | 20. Juni 1866  | 10. April 1867 |
| Urbano Rattazzi            | 10. April 1867 | 27. Okt. 1867  |
| Filippo Antonio Gualterio  | 27. Okt. 1867  | 17. Jan. 1868  |
| Carlo Cadorna              | 17. Jan. 1868  | 10. Okt. 1868  |
| Gerolamo Cantelli          | 10. Okt. 1868  | 13. Mai 1869   |
| Luigi Ferraris             | 13. Mai 1869   | 22. Okt. 1869  |
| Antonio Starabba di Rudinì | 22. Okt. 1869  | 14. Dez. 1869  |
| Giovanni Lanza             | 14. Dez. 1869  | 9. Juli 1873   |
| Gerolamo Cantelli          | 10. Juli 1873  | 25. März 1876  |
| Giovanni Nicotera          | 26. März 1876  | 26. Dez. 1877  |
| Francesco Crispi           | 26. Dez. 1877  | 7. März 1878   |
| Agostino Depretis          | 7. März 1878   | 28. März 1878  |
| Giuseppe Zanardelli        | 28. März 1878  | 19. Dez. 1878  |
| Agostino Depretis          | 19. Dez. 1878  | 14. Juli 1879  |
| Tommaso Villa              | 14. Juli 1879  | 25. Nov. 1879  |
| Agostino Depretis          | 25. Nov. 1879  | 4. April 1887  |
| Francesco Crispi           | 4. April 1887  | 6. Feb. 1891   |
| Giovanni Nicotera          | 9. Feb. 1891   | 5. Mai 1892    |
| Giovanni Giolitti          | 15. Mai 1892   | 28. Nov. 1893  |
| Francesco Crispi           | 15. Dez. 1893  | 9. März 1896   |
| Antonio Starabba di Rudinì | 9. März 1896   | 29. Juni 1898  |
| Luigi Pelloux              | 29. Juni 1898  | 23. Juni 1900  |
| Giuseppe Saracco           | 24. Juni 1900  | 14. Feb. 1901  |
| Giovanni Giolitti          | 15. Feb. 1901  | 20. Juni 1903  |
| Giuseppe Zanardelli        | 21. Feb. 1903  | 2. Nov. 1903   |
| Giovanni Giolitti          | 3. Nov. 1903   | 15. März 1905  |
| Tommaso Tittoni            | 16. März 1905  | 27. März 1905  |
| Alessandro Fortis          | 28. März 1905  | 7. Feb. 1906   |
| Sidney Sonnino             | 8. Feb. 1906   | 29. Mai 1906   |
| Giovanni Giolitti          | 30. Mai 1906   | 10. Dez. 1909  |
| Sidney Sonnino             | 11. Dez. 1909  | 31. März 1910  |
| Luigi Luzzatti             | 1. April 1910  | 29. März 1911  |
| Giovanni Giolitti          | 30. März 1911  | 20. März 1914  |
| Antonio Salandra           | 21. März 1914  | 18. Juni 1916  |
| Vittorio Emanuele Orlando  | 19. Juni 1916  | 23. Juni 1919  |
| Francesco Saverio Nitti    | 24. Juni 1919  | 15. Juni 1920  |
| Giovanni Giolitti          | 15. Juni 1920  | 4. Juli 1921   |
| Ivanoe Bonomi              | 4. Juli 1921   | 26. Feb. 1922  |
| Luigi Facta                | 26. Feb. 1922  | 1. Aug. 1922   |
| Paolino Taddei             | 1. Aug. 1922   | 31. Okt. 1922  |
| Benito Mussolini           | 31. Okt. 1922  | 17. Juni 1924  |
| Luigi Federzoni            | 17. Juni 1924  | 6. Nov. 1926   |
| Benito Mussolini           | 6. Nov. 1926   | 25. Juli 1943  |
| Bruno Fornaciari           | 26. Juli 1943  | 9. Aug. 1943   |
| Umberto Ricci              | 9. Aug. 1943   | 11. Feb. 1944  |
| Vito Reale                 | 11. Feb. 1944  | 17. April 1944 |
| Salvatore Aldisio          | 22. April 1944 | 8. Juni 1944   |
| Ivanoe Bonomi              | 18. Juni 1944  | 19. Juni 1945  |
| Ferruccio Parri            | 21. Juni 1945  | 8. Dez. 1945   |
| Giuseppe Romita            | 10. Dez. 1945  | 1. Juli 1946   |

## Italienische Republik (seit 1946)
| Minister                 | Bild | Lebensdaten | Amtsbeginn        | Amtsende          | Partei                          |
| ------------------------ | ---- | ----------- | ----------------- | ----------------- | ------------------------------- |
| Alcide De Gasperi        |      | 1881–1954   | 13. Juli 1946     | 28. Jan. 1947     | Democrazia Cristiana            |
| Mario Scelba             |      | 1901–1991   | 2. Feb. 1947      | 11. Juli 1952     | Democrazia Cristiana            |
| Giuseppe Spataro         |      | 1897–1979   | 11. Juli 1952     | 18. Sep. 1952     | Democrazia Cristiana            |
| Mario Scelba             |      | 1901–1991   | 18. Sep. 1952     | 7. Juli 1953      | Democrazia Cristiana            |
| Amintore Fanfani         |      | 1908–1999   | 16. Juli 1953     | 12. Jan. 1954     | Democrazia Cristiana            |
| Giulio Andreotti         |      | 1919–2013   | 18. Jan. 1954     | 8. Feb. 1954      | Democrazia Cristiana            |
| Mario Scelba             |      | 1901–1991   | 10. Feb. 1954     | 2. Juli 1955      | Democrazia Cristiana            |
| Fernando Tambroni        |      | 1901–1963   | 6. Juli 1955      | 15. Feb. 1959     | Democrazia Cristiana            |
| Antonio Segni            |      | 1891–1972   | 15. Feb. 1959     | 25. März 1960     | Democrazia Cristiana            |
| Giuseppe Spataro         |      | 1897–1979   | 25. März 1960     | 26. Juli 1960     | Democrazia Cristiana            |
| Mario Scelba             |      | 1901–1991   | 26. Juli 1960     | 21. Feb. 1962     | Democrazia Cristiana            |
| Paolo Emilio Taviani     |      | 1912–2001   | 21. Feb. 1962     | 21. Juni 1963     | Democrazia Cristiana            |
| Mariano Rumor            |      | 1915–1990   | 21. Juni 1963     | 4. Dez. 1963      | Democrazia Cristiana            |
| Paolo Emilio Taviani     |      | 1912–2001   | 4. Dez. 1963      | 24. Juni 1968     | Democrazia Cristiana            |
| Franco Restivo           |      | 1911–1976   | 24. Juni 1968     | 17. Feb. 1972     | Democrazia Cristiana            |
| Mariano Rumor            |      | 1915–1990   | 17. Feb. 1972     | 7. Juli 1973      | Democrazia Cristiana            |
| Paolo Emilio Taviani     |      | 1912–2001   | 7. Juli 1973      | 23. Nov. 1974     | Democrazia Cristiana            |
| Luigi Gui                |      | 1914–2010   | 23. Nov. 1974     | 12. Feb. 1976     | Democrazia Cristiana            |
| Aldo Moro                |      | 1916–1978   | 12. Feb. 1976     | 29. Juli 1976     | Democrazia Cristiana            |
| Francesco Cossiga        |      | 1928–2010   | 29. Juli 1976     | 11. Mai 1978      | Democrazia Cristiana            |
| Giulio Andreotti         |      | 1919–2013   | 11. Mai 1978      | 13. Juni 1978     | Democrazia Cristiana            |
| Virginio Rognoni         |      | 1924–2022   | 13. Juni 1978     | 4. Aug. 1983      | Democrazia Cristiana            |
| Oscar Luigi Scalfaro     |      | 1918–2012   | 4. Aug. 1983      | 28. Juli 1987     | Democrazia Cristiana            |
| Amintore Fanfani         |      | 1908–1999   | 28. Juli 1987     | 13. April 1988    | Democrazia Cristiana            |
| Antonio Gava             |      | 1930–2008   | 13. April 1988    | 16. Okt. 1990     | Democrazia Cristiana            |
| Vincenzo Scotti          |      | * 1933      | 16. Okt. 1990     | 28. Juni 1992     | Democrazia Cristiana            |
| Nicola Mancino           |      | * 1931      | 28. Juni 1992     | 10. Mai 1994      | Partito Popolare Italiano       |
| Roberto Maroni           |      | 1955–2022   | 10. Mai 1994      | 17. Jan. 1995     | Lega Nord                       |
| Antonio Brancaccio       |      | 1923–1995   | 17. Jan. 1995     | 8. Juni 1995      | Parteilos                       |
| Giovanni Rinaldo Coronas |      | 1919–2008   | 8. Juni 1995      | 17. Mai 1996      | Parteilos                       |
| Giorgio Napolitano       |      | 1925–2023   | 17. Mai 1996      | 21. Okt. 1998     | Democratici di Sinistra         |
| Rosa Russo Iervolino     |      | * 1936      | 21. Okt. 1998     | 22. Dez. 1999     | La Margherita                   |
| Enzo Bianco              |      | * 1951      | 22. Dez. 1999     | 11. Juni 2001     | La Margherita                   |
| Claudio Scajola          |      | * 1948      | 11. Juni 2001     | 3. Juli 2002      | Forza Italia                    |
| Giuseppe Pisanu          |      | * 1937      | 3. Juli 2002      | 17. Mai 2006      | Forza Italia                    |
| Giuliano Amato           |      | * 1938      | 17. Mai 2006      | 8. Mai 2008       | Partito Democratico             |
| Roberto Maroni           |      | 1955–2022   | 8. Mai 2008       | 16. Nov. 2011     | Lega Nord                       |
| Annamaria Cancellieri    |      | * 1943      | 16. Nov. 2011     | 28. April 2013    | Parteilos                       |
| Angelino Alfano          |      | * 1970      | 28. April 2013    | 12. Dezember 2016 | Forza Italia/Nuovo Centrodestra |
| Marco Minniti            |      | * 1956      | 12. Dezember 2016 | 1. Juni 2018      | Partito Democratico             |
| Matteo Salvini           |      | * 1973      | 1. Juni 2018      | 5. September 2019 | Lega                            |
| Luciana Lamorgese        |      | * 1953      | 5. September 2019 | 22. Oktober 2022  | Parteilos                       |
| Matteo Piantedosi        |      | * 1963      | 22. Oktober 2022  | im Amt            | Parteilos                       |